# Parlamentswahl in Portugal 1983
- APU: 44
- PS: 101
- PSD: 75
- CDS: 30

Die Parlamentswahl in Portugal 1983 fand am 25. April statt.
Sie wurde notwendig, da der Nachfolger von Francisco Sá Carneiro im Amt des Ministerpräsidenten, Francisco Pinto Balsemão, im Dezember 1982 zurücktrat und der von der PSD unterstützte Nachfolgekandidat, das MFA-Mitglied, Vítor Crespo, durch Präsident António Ramalho Eanes abgelehnt wurde. Der Präsident löste im Februar 1983 das Parlament auf, obwohl eine Mehrheit des Staatsrates sich dagegen ausgesprochen hatte. Damit wurden Neuwahlen fällig.
Dies war auch der Schlusspunkt eines sich über mehrere Monate hinziehenden Zerfallsprozesses der bisherigen Regierungskoalition der AD. Ebenfalls im Februar 1983 setzte die Gruppe der 44 innerhalb der PSD ihre Meinung durch, dass die Partei bei den anstehenden Wahlen ohne ihre bisherigen beiden Bündnispartner aus der AD antreten solle. Dieser Entfremdungsprozess zeigte sich auch in wichtigen Personalentscheidungen der ehemaligen AD-Parteien im März 1983. So wurde auf dem 10. Kongress der Sozialdemokraten (PSD) Pinto Balsemão durch Nuno Rodrigues dos Santos als Präsident der Nationalen Politischen Kommission ersetzt, während der 5. Parteitag des CDS Francisco Lucas Pires zum Präsidenten wählte.
Die Sozialistische Partei (PS) hatte ihre Kräfte in den Jahren der Opposition neu geordnet, zumal sowohl die Mitte-rechts-Regierung unter Pinto Balsemão bei der im August 1982 verabschiedeten Reform der Verfassung als auch Präsident Eanes bei seiner Wiederwahl im Dezember 1980 auf die Unterstützung durch die Sozialisten angewiesen waren. Die PS fühlte sich daher stark genug, um bei den Wahlen ebenfalls ohne Bündnispartner anzutreten.
Von den Wahlkoalitionen der vergangenen Jahre trat nur die aus Kommunisten und MPD/CDE bestehende APU wieder an, die durch die 1982 neu gegründete Partei der Grünen verstärkt wurde.
Am 25. April waren die Sozialisten zwar stärkste Partei geworden, hatten aber die absolute Mehrheit verfehlt. Aber auch die Mandate der beiden ehemaligen Regierungsparteien PDS und CDS reichten für eine Regierungsbildung nicht aus, zumal die dritte ehemalige Regierungspartei, die kleine Monarchistische Volkspartei, mit einem Stimmenanteil von nur 0,5 % jegliche politische Bedeutung verlor. In dieser Situation entschied bei einer Mitgliederbefragung der Sozialistischen Partei die Mehrheit,  Koalitionsverhandlungen mit der PSD zu beginnen. Auch die neue Führung  der Sozialdemokraten der PSD unter Carlos Mota Pinto signalisierte Anfang Mai 1983 ihre Verhandlungsbereitschaft. Ende Mai wurde dann der Führer der stärksten Partei, der Generalsekretär der Sozialisten Mário Soares, durch den Präsidenten mit der Regierungsbildung beauftragt. Anfang Juni verabschiedeten PS und PSD eine Erklärung zur Bildung einer gemeinsamen Regierung. Dieses Mitte-links-Bündnis, in der Öffentlichkeit schnell als „Bloco Central“ bezeichnet, hatte mit 176 von 250 Abgeordneten eine solide Basis.
Am 9. Juni 1983 trat Mario Soares zum zweiten Mal das Amt des Ministerpräsidenten an. Carlos Mota Pinto, einer der drei Vizepräsidenten der PSD und einer der entscheidenden Verfechter der Koalition mit den Sozialisten, trat als Stellvertretender Ministerpräsident und Verteidigungsminister in diese Regierung ein. Eine schwierige Aufgabe  übernahm der ehemalige Botschafter Portugals bei den Vereinten Nationen, José Veiga Simão (PS), als Industrie- und Energieminister. Diese Regierung blieb bis zu den Wahlen am 6. Oktober 1985 im Amt.
Die Wahlbeteiligung lag bei 77,79 %. Die Auszählung erfolgte nach dem D’Hondt-Verfahren.

## Wahlergebnisse
| Partei                                | Partei | Stimmen   | Stimmen | Stimmen | Sitze   | Sitze    |
| Partei                                | Partei | Anzahl    | %       | +/−     | Anzahl  | +/−      |
| ------------------------------------- | --- | --------- | ------- | ------- | ------- | -------- |
|                                       | Partido Socialista | 2.061.309 | 36,1    | +8,4    | 101     | +35      |
|                                       | Partido Social Democrata | 1.554.804 | 27,2    | −       | 75      | −7       |

Sitzverteilung und stärkste Partei in den Wahlkreisen

|                                       | Aliança Povo Unido - Partido Comunista Português (PCP) - Movimento Democrático Português – Comissão Democrática Eleitoral (MDP/CDE) | 1.031.609 | 18,1    | +1,3    | 44 41 3 | +3 +2 +1 |
|                                       | Centro Democrático e Social | 716.705   | 12,6    | −       | 30      | −16      |
|                                       | Partido da Democracia Cristã | 39.180    | 0,7     | −       | −       | −        |
|                                       | Partido Popular Monárquico | 27.635    | 0,5     | −       | −       | −6       |
|                                       | União Democrática Popular | 27.260    | 0,5     | −0,9    | −       | −1       |
|                                       | União Democrática Popular/Partido Socialista Revolucionário                                                                         | 25.222    | 0,4     | −       | −       | −        |
|                                       | Partido Comunista dos Trabalhadores Portugueses                                                                                     | 20.995    | 0,4     | −0,2    | −       | −        |
|                                       | Partido Operário de Unidade Socialista                                                                                              | 19.657    | 0,3     | −1,1    | −       | −        |
|                                       | Partido Socialista Revolucionário                                                                                                   | 13.327    | 0,2     | −0,8    | −       | −        |
|                                       | Frente da Esquerda Revolucionária                                                                                                   | 11.500    | 0,2     | −       | −       | −        |
|                                       | Organização Comunista Marxista-Leninista Portuguesa                                                                                 | 6.113     | 0,1     | +0,0    | −       | −        |
|                                       | Partido Democrático do Atlântico | 5.523     | 0,1     | −0,0    | −       | −        |
|                                       | Partido Comunista (Reconstruído) | 86        | 0,0     | −0,2    | −       | −        |
|                                       | Leeren Stimmzettel | 42.494    | 0,7     | +0,1    |         |          |
|                                       | Ungültige Stimmzettel | 104.276   | 1,8     | +0,1    |         |          |
|                                       | Gesamt | 5.707.695 | 100,0   |         | 250     |          |
| Wahlberechtigte                       | Wahlberechtigte | 7.337.064 |         |         |         |          |
| Wahlbeteiligung                       | Wahlbeteiligung | 77,8 %    |         |         |         |          |
| Quelle: Comissão Nacional de Eleições | |           |         |         |         |          |